# Myotis pruinosus
Myotis pruinosus är en fladdermusart som beskrevs av Mizuko Yoshiyuki 1971. Myotis pruinosus ingår i släktet Myotis och familjen läderlappar. IUCN kategoriserar arten globalt som starkt hotad. Inga underarter finns listade i Catalogue of Life.
Denna fladdermus förekommer med flera från varandra skilda populationer på Japans större öar med undantag av Hokkaido. Den lever främst i kulliga områden vid 200 till 300 meter över havet. Arten vistas i ursprungliga skogar och vilar i trädens håligheter.